# Vietnamesen in Deutschland
Die Vietnamesen in Deutschland (auch Deutschvietnamesen, vietnamesisch Người Việt tại Đức) sind eine zahlenmäßig kleine Zuwanderergruppe in der Bundesrepublik.

## Überblick
Ende des Jahres 2009 lebten knapp 85.000 vietnamesische Staatsbürger in Deutschland. Hinzu kommen die zahlenmäßig nicht genau bekannten Gruppen, die die deutsche Staatsbürgerschaft angenommen haben und die, welche sich illegal in Deutschland aufhalten. Insgesamt wird von etwa 188.000 Menschen vietnamesischer Abstammung in Deutschland ausgegangen. Die Zahl der Vietnamesen, die die deutsche Staatsbürgerschaft angenommen haben, wird auf über 40.000 geschätzt. Laut Statistischem Bundesamt lebten im Jahr 2023 etwa 215.000 Vietnamesen und Deutsche vietnamesischer Abstammung in Deutschland.
Seit den 2020er-Jahren ist für die Gemeinschaft der Vietnamesen in Deutschland der Begriff vietdeutsch in Gebrauch, der von den Journalistinnen Minh Thu Tran und Vanessa Vu unter anderem in ihrem Podcast Rice and Shine geprägt wurde.
Die vietnamesische Gemeinschaft in Deutschland ist nicht isoliert, sondern u. a. durch europäische Binnenmigration mit den Vietnamesen in Tschechien und Polen stark verbunden. Ursache dafür ist vor allem die deutsche Rückführungspolitik in den neunziger Jahren, im Rahmen derer viele Vietnamesen nach Tschechien und Polen zogen.
Bei dem Mordanschlag von Hamburg-Billbrook (1980), den Ausschreitungen in Hoyerswerda (1991) und den Ausschreitungen in Rostock-Lichtenhagen (1992) wurden in Deutschland lebende Vietnamesen Opfer von rechtsextremistisch motivierter Gewalt.

## Geschichte

### Vietnamesen in der alten Bundesrepublik Deutschland

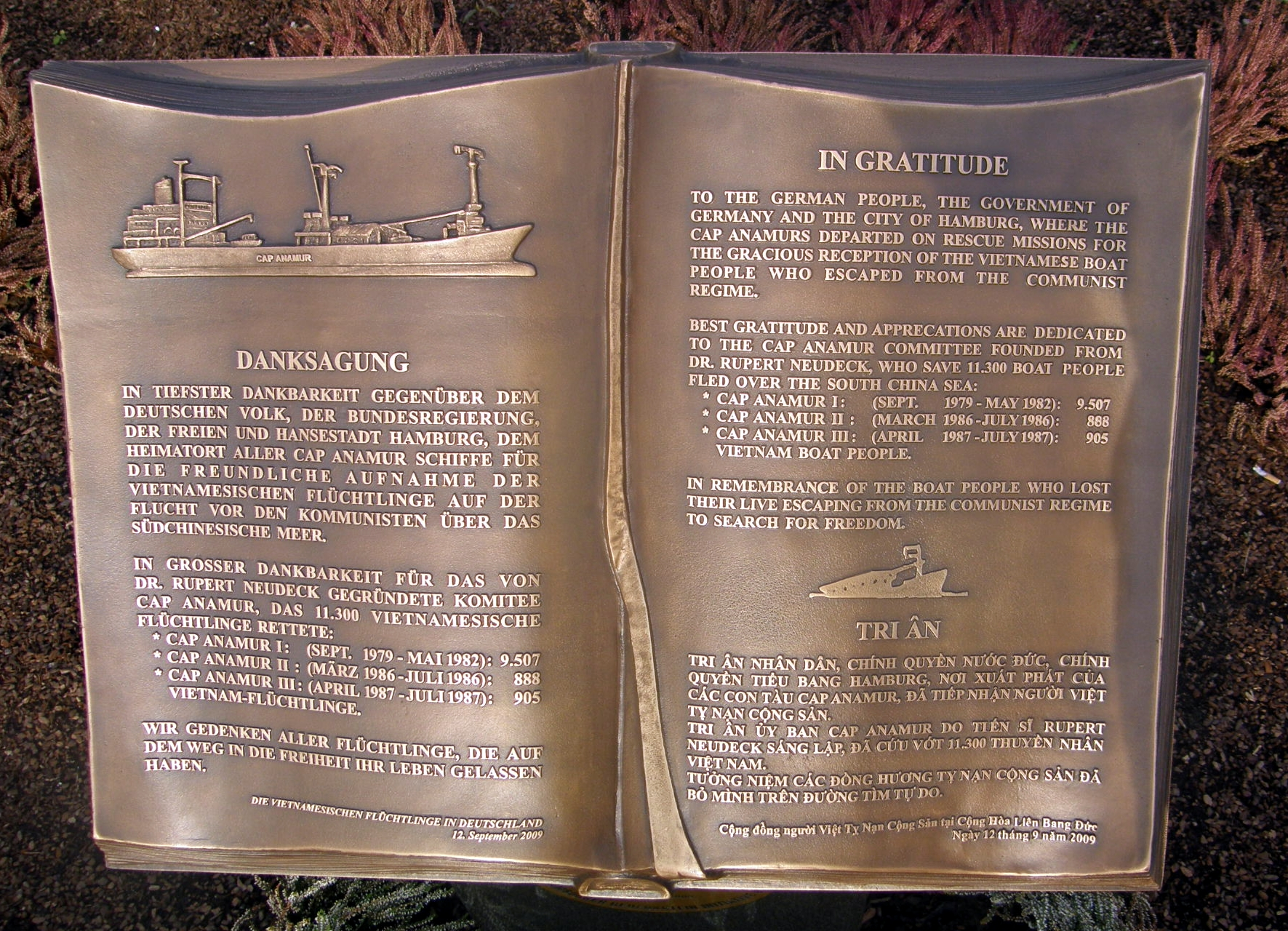
Gedenkstein in Hamburg mit Danksagung der vietnamesischen Flüchtlinge an die Organisation Cap Anamur/Deutsche Not-Ärzte

Größere Gruppen vietnamesischer Zuwanderer kamen ab den 1970er Jahren in die BRD, als sich die Bundesregierung bereit erklärt hatte, im Anschluss an die erste Indochina-Flüchtlingskonferenz des Hohen Flüchtlingskommissars der Vereinten Nationen (UNHCR) im Juli 1979 vietnamesische Flüchtlinge (darunter viele Boatpeople) aufzunehmen. Das Kontingent für die Flüchtlinge wurde sukzessive auf rund 38.000 Personen aufgestockt. Ebenso wurden einige Hundert vietnamesische Kinder (zumeist Kriegswaisen) von westdeutschen Familien adoptiert.

### Vietnamesen in der DDR
In den 1950er Jahren wurden über einen Freundschaftsvertrag Studenten aus Nordvietnam an die Hochschulen und Universitäten der DDR eingeladen. Sie konnten hier ein Diplom oder auch einen Doktorgrad erwerben. Ein Daueraufenthalt in der DDR war dagegen nicht vorgesehen, als besondere Maßnahme mussten die Studenten etwa ein bis zwei Jahre vor dem Abschluss nach Vietnam zurückkehren, dort heiraten und Kinder bekommen. Erst dann durften sie an den Bildungseinrichtungen die Abschlussprüfungen ablegen. Damit sicherte die vietnamesische Regierung den Verbleib von Fachkräften in ihrem Land.
Anfang der 1970er Jahre schloss die DDR-Regierung mit den sozialistischen Bruderländern Vietnam, Polen, Ungarn und Mosambik Verträge zum Einsatz sogenannter Vertragsarbeiter aus den genannten Ländern, um die Binnenwirtschaft mit Arbeitskräften abzusichern.

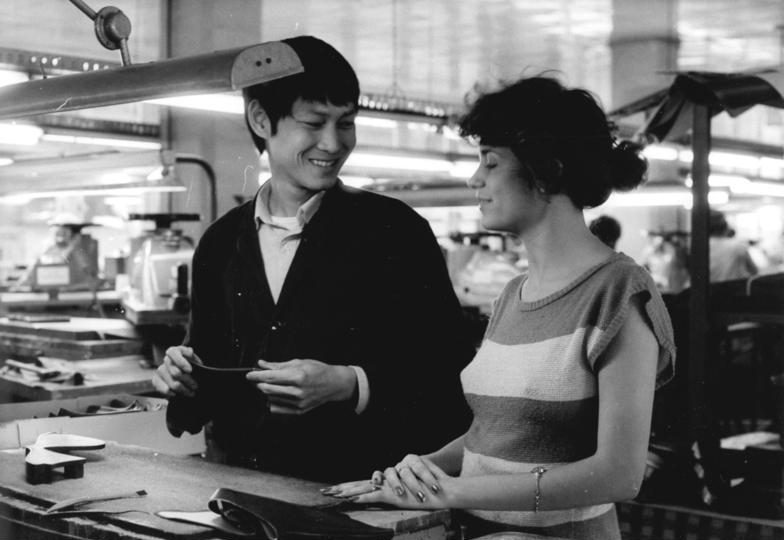
Vietnamesischer Vertragsarbeiter in Erfurt, 1989

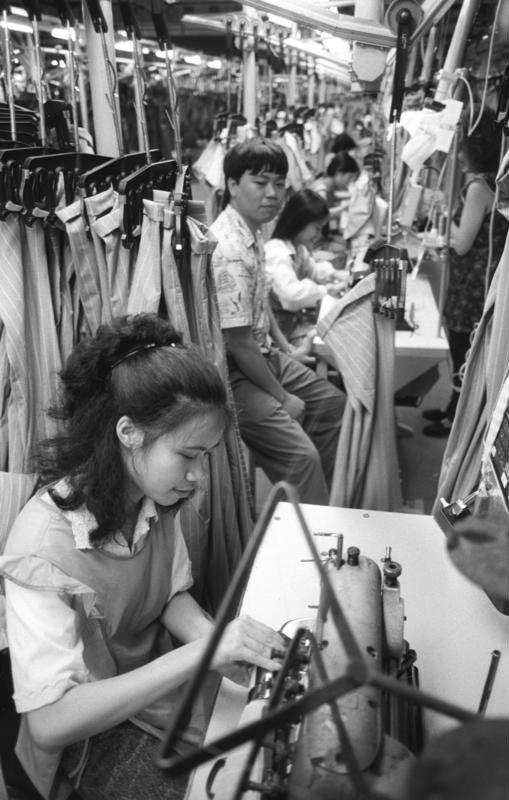
Vietnamesische Näherinnen in Rostock, 1990

Den in Gruppen anreisenden meist ungelernten Kräften wurden in den DDR-Bezirken eigene Quartiere errichtet; so entstand in Berlin-Lichtenberg in der Rhinstraße ein komplettes Wohnviertel, in Berlin-Marzahn stand das Neubau-Wohnheim in der Rabensteiner Straße bereit, in Rostock wuchs der Ortsteil Rostock-Lichtenhagen und auch in den südlichen Bezirken bekamen die Vertragsarbeiter ihre eigenen Wohnviertel. Sie besuchten in den Städten Deutschkurse, konnten sich aber auch als Facharbeiter ausbilden lassen. In den Wohnvierteln etablierte sich eine Art Schattenwirtschaft, denn geschäftstüchtige Vietnamesen fertigten gefragte Jeans oder andere Kleidungsstücke, die im normalen Angebot der DDR knapp waren und verdienten sich so ein Zubrot.
Nach dem Ende des Vietnamkriegs, der Wiedervereinigung von Nord- und Südvietnam und der Gründung der Sozialistischen Republik Vietnam wurden schließlich auch Menschen aus ganz Vietnam in die DDR eingeladen, die damals als besonders fortschrittlicher sozialistischer Staat galt.
Bis 1989 hatten schließlich mehr als 100.000 Vietnamesen permanent oder zeitweise in der DDR studiert, gelebt oder gearbeitet, insbesondere in Ost-Berlin, Rostock, Erfurt, Jena, Karl-Marx-Stadt (Chemnitz), Leipzig und Dresden. Zugleich erreichte die Zahl der dauerhaft in der DDR lebenden Vietnamesen fast 60.000. Bis zu diesem Zeitpunkt waren nach Westdeutschland ebenfalls zwischen 30.000 und 40.000 Menschen aus Vietnam eingewandert.

### Nach der deutschen Wiedervereinigung

Regionale Verteilung der vietnamesischen Staatsbürger 2021

Ab dem Jahr 1990 stieg die Zahl der Menschen ohne Arbeit in den neu gegründeten ostdeutschen Bundesländern rasant an, darunter viele vietnamesische Vertragsarbeiter. Eine größere Personengruppe kehrte nach Vietnam zurück, entweder ganz freiwillig oder mithilfe einer kleinen vom jeweiligen Betrieb gezahlten Entschädigung.

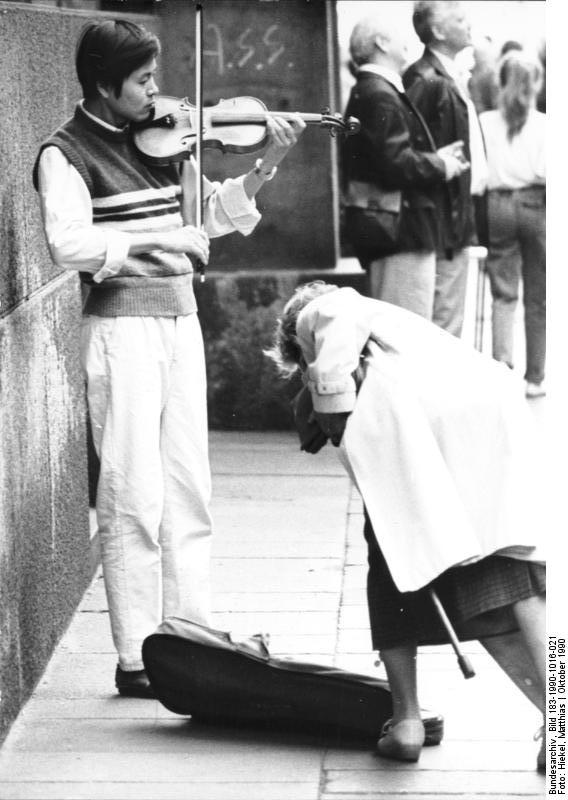
Vietnamesischer Student als Straßenmusiker nach der Wiedervereinigung (Berlin, Oktober 1990)

Unter den in Deutschland verbleibenden Menschen war die Arbeitslosigkeit hoch, so dass sie sich nach anderen Verdienstmöglichkeiten umsahen. Sie machten sich zu großen Teilen selbstständig, häufig mit kleinen Blumengeschäften oder Dienstleistungen wie Nähen oder Waschen. Auch der illegale Verkauf von im Ausland billig produzierten Zigaretten erwies sich als lukrativ, führte aber auch immer wieder zu einer Art Bandenkrieg um die besten Standorte.
Die nach dem Mauerfall wieder erstarkenden faschistischen und rassistischen Strömungen in der Deutschen Gesellschaft und vor allem sich zusammenschließende, organisierte Neonazi-Gruppierungen, stellten eine zunehmende Gefahr für die ehemaligen Vertragsarbeiter dar, welche in den Pogromen von Rostock-Lichtenhagen und weiteren Anschlägen gipfelten. Anstatt sich dem innergesellschaftlichen Problem des Faschismus und wieder erstarkendem Rassismus zu widmen, entschied die Bundesregierung, den in Deutschland lebenden Vietnamesen anzubieten, die Kosten für eine Rückreise in ihre Heimat zu übernehmen. Der Großteil von ihnen entschied sich jedoch für das Bleiben. Auch nach der Wiedervereinigung setzte sich die Einwanderung aus Vietnam nach Deutschland fort. Nun blieben sie nicht mehr in ihren Wohnvierteln, sondern suchten sich eigene Wohnungen und arbeiteten voll auf ihre Integration hin. So werden in den 2010er Jahren Vietnamesen häufig als eine der am besten integrierte Einwanderer-Gruppe in Deutschland beschrieben. Seit Jahren gehört Vietnam auch zu den zehn Ländern mit der höchsten Anzahl an Asylbewerbern in Deutschland. Viele von ihnen legen Wert auf gute Bildung; Kinder vietnamesischer Familien sind häufig sehr gute Schüler. Vietnamesische Schüler sind in Deutschland sogar erfolgreicher als deutsche Schüler. 2011 besuchten etwa 59 Prozent der vietnamesischen Schüler ein Gymnasium, während es bei deutschen Kindern nur 43 Prozent waren. Vietnamesische Schüler haben in deutschen Schulen Erfolg, obwohl die Familien teilweise in schwierigen wirtschaftlichen Verhältnissen leben. Auch widerlegt ihr Bildungserfolg die These, dass Migranteneltern selbst integriert sein müssen, damit der Nachwuchs in der Schule zurechtkommt.
Größere vietnamesische Gemeinden finden sich außer im ehemaligen Ostdeutschland auch in München und Hannover.
Statistische Auswertungen des weltweiten Bargeldtransfers zeigen zwischen Vietnam und Deutschland neuerdings eine Wende. So profitieren inzwischen in Deutschland lebende Vietnamesen und deren Nachkommen sogar von Zuwendungen aus der alten Heimat aufgrund der dortigen wirtschaftlichen Entwicklung in Folge der von ihnen früher geleisteten Unterstützungen an ihre Verwandten.

## Vietnamesen in Berlin
Vietnamstämmige sind in Berlin die größte südostasiatische Gemeinde und machen 1,16 Prozent der Einwohner der Stadt aus. Gebiete mit signifikantem Bevölkerungsanteil sind vor allem die Bezirke Lichtenberg und Marzahn-Hellersdorf, wo mindestens 3.800 Personen vietnamesischer Herkunft leben.
Insgesamt sind 12.814 von ihnen in Vietnam geboren und haben die vietnamesische Staatsbürgerschaft (Stand vom Jahr 2009), 20.000 haben die deutsche Staatsbürgerschaft oder sind in Berlin geboren; es gibt auch eine unbekannte Anzahl an illegalen Einwanderern, häufig aus ländlichen Gebieten. Die Gesamtzahl liegt bei 20.000 (0,6 Prozent der Gesamtbevölkerung).
Am 24. Januar 1992 wurde der Verein Die Vereinigung der Vietnamesen in Berlin & Brandenburg e. V. für alle Vietnamesen in Berlin und Brandenburg gegründet. Der Verein stellt sich die Aufgaben, aktiv am Integrationsprozess der Vietnamesen in die deutsche Gesellschaft mitzuwirken und die Aktivitäten der deutsch-vietnamesischen Kulturbeziehungen in Deutschland im Sinne der Völkerverständigung zu fördern.
Zur gegenseitigen Hilfe und Unterstützung der Berliner Vietnamesen hat sich 1993 der Verein Reistrommel gegründet.
Zudem organisiert der Verein Medizinische Hilfe für Vietnam jährlich einen einmonatigen Flohmarkt am Rathaus Zehlendorf, um zwei Waisenhäuser in Vietnam zu unterstützen.
In Berlin befindet sich auch die Linh Thuu Pagode der Vietnamesischen Buddhistischen Gemeinschaft in Berlin.

## Bekannte Menschen vietnamesischer Abstammung in Deutschland
- Mai Duong Kieu (* 1987), Schauspielerin
- Kien Nghi Ha (* 1972), Autor und Politologe
- Hàn Thế Thành (* 1972), Informatiker
- Nguyễn Văn Hiền (* 1957), Geschäftsmann, Gründer des Dong Xuan Centers
- Pham Thi Hoai (* 1960), Autorin
- Chi Le (* 1987), Schauspielerin
- Yung Ngo (* 1987), Schauspieler
- Le-Thanh Ho (* 1987), Schauspielerin
- Nashi44, Rapperin
- Nhi Le (* 1995), Journalistin
- Dang Ngoc Long (* 1957), Schauspieler, Komponist und Konzertgitarrist
- Christopher Nguyen (* 1988), Fußballspieler
- Marcel Nguyen (* 1987), Kunstturner
- Mai Thi Nguyen-Kim (* 1987), Chemikerin, Wissenschaftsjournalistin und Edutainerin
- Jenny-Mai Nuyen (* 1988), Fantasy-Autorin
- Minh-Khai Phan-Thi (* 1974), Schauspielerin, Moderatorin und Filmemacherin
- Trong Hieu (* 1992), Sänger und Tanzer
- Philipp Rösler (* 1973), ehemaliger Gesundheits- und Wirtschaftsminister und Vizekanzler (FDP)
- Pocket Hazel (* 1994), Youtuberin
- Vi-Dan Tran (* 1984), Regisseur und Stuntman[20][21]
- Anna Nguyen (* 1990), Politikerin und Mitglied des Hessischen Landtages (AfD)
- Vanessa Vu (* 1991), Journalistin
- Minh Thu Tran (* 1993), Journalistin, beide Hosts des Podcasts Rice and Shine
- The Duc Ngo (* 1974), Koch
- Tutty Tran (* 1988), Stand-up-Comedian
- Nhung Hong (* 2002), Schauspielerin
- Khuê Phạm (* 1982), Journalistin und Schriftstellerin
- Nam Duy Nguyen (* 1996), Politiker und Mitglied des Sächsischen Landtages (Die Linke)
- Nguyễn Văn Tú (1963–1992), Vertragsarbeiter, Todesopfer rechtsextremer Gewalt

## Religion

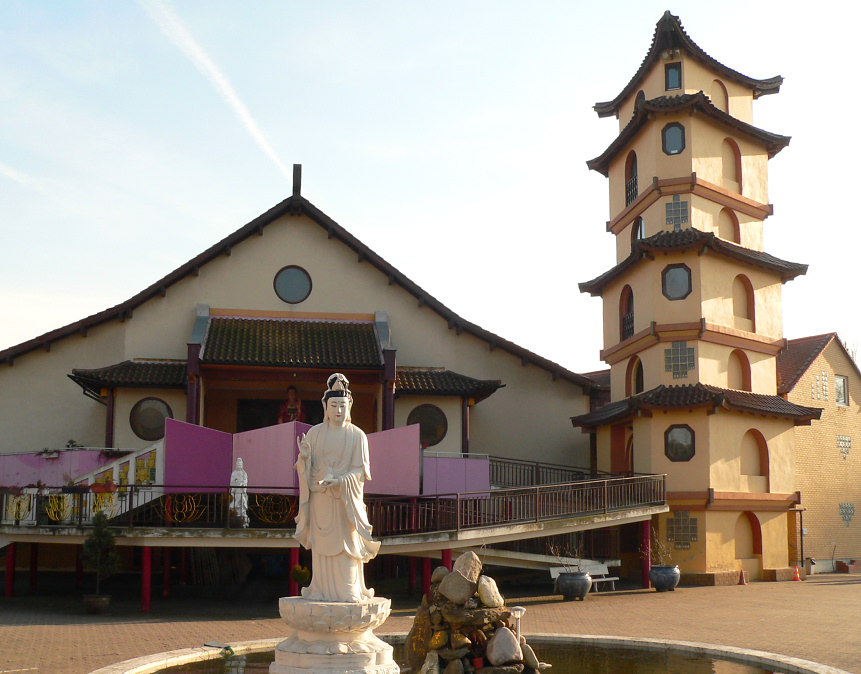
Viên Giác Pagode, vietnamesisch-buddhistisches Glaubenszentrum in Hannover

Die Mehrheit der Deutschvietnamesen bekennt sich heute zum Mahayana-Buddhismus, es gibt jedoch auch kleinere christlich-katholische und atheistische bzw. agnostische Minderheiten. Für die vietnamesischen Buddhisten in Deutschland wurde im Jahr 1991 in Hannover die Pagode Viên Giác, eine der größten Pagoden in Europa, eröffnet (siehe Einleitungsbild).
In Deutschland existieren inzwischen zwölf vietnamesisch-buddhistische Pagoden (Chùa) (Stand: 4. September 2023):
- Chùa Phuoc Nghiem in Leipzig
- Chùa Linh Thứu in Berlin[23]
- Chùa Từ Ân in Berlin[24]
- Chùa Phổ Đà in Berlin[25]
- Chùa Bảo Quang in Hamburg[26]
- Chùa Vien Giac in Hannover
- Chùa Phương Quảng in Münster[27]
- Chùa Phuoc Duyen in Magdeburg
- Chùa Bao Thanh in Koblenz
- Chùa Phat Hue in Frankfurt am Main
- Chùa Pho Bao in München
- Chùa Tam Giac in Kirchseeon
- Chùa Viên Âm in Nürnberg
- Chùa Vinh Nghiem in Nürnberg
- Chùa Phổ Môn Đạo Tràng in Bad Orb
- Chùa Phổ  Tịnh in Niederkirchen (St. Wendel)

- Lộc Uyển in Rostock

## Hörfunkberichte
- Johannes Nichelmann: Herr Ho hat Berlin geteilt – Die zerbrochene vietnamesische Community. In: SWR2. „Tandem“, Manuskript der Sendung vom 7. Juli 2014.